# S-VHS

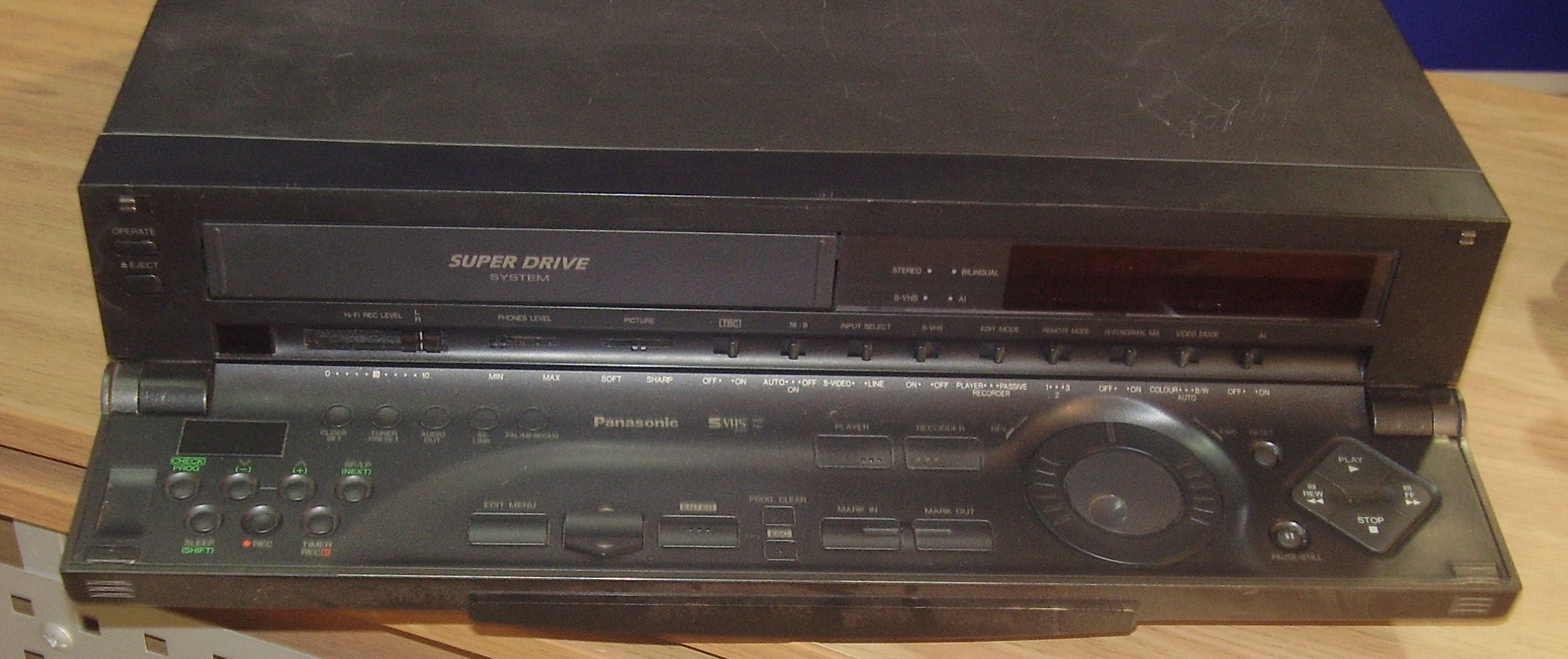
Videorekordér Panasonic S-VHS

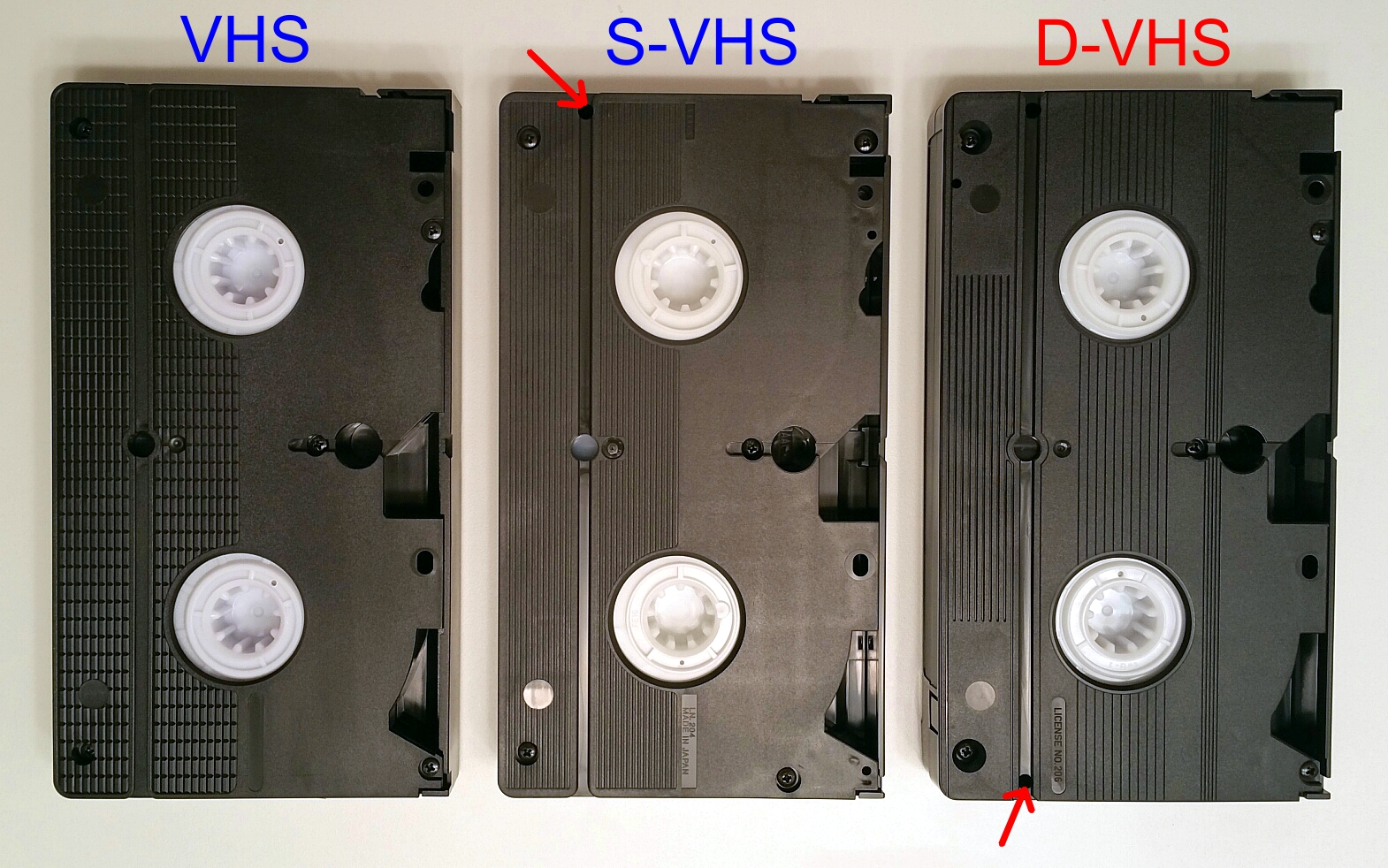
Videokazeta S-VHS

S-VHS je označení analogového videosystému pro videorekordéry odvozeného ze staršího formátu VHS, od něhož se liší především vyšším horizontálním rozlišením obrazu v podobě zhruba 400 svislých linek, oproti cca 240 svislým linkám formátu VHS. S formátem S-VHS, jenž byl původně zamýšlen jako nástupce formátu VHS, přišla v dubnu 1987 firma JVC. Nakonec však formát S-VHS nedoznal významnějšího rozšíření. Důvodem neúspěchu byla mimo jiné neochota zákazníků platit více peněz za vyšší kvalitu, až do ukončení jejich výroby byla totiž cena S-VHS videorekordérů i kazet velice vysoká.